# Конрад II фон Вайнсберг
Конрад II фон Вайнсберг (на немски: Konrad II von Weinsberg; * пр. 1253; † 1264) е господар на Вайнсберг.
Той е вторият син на Енгелхард III Руфус фон Вайнсберг († 1242) и съпругата му шенкин Луитгард фон Шюпф († сл. 1250), дъщеря на Валтер II Шенк фон Шюпф († сл. 1218) и Ирментруд фон Боланден († сл. 1256). Брат му Енгелхард IV Стари († 1279) е господар на Вайнсберг, женен пр. 17 май 1240 г. за Кунигунда фон Мюнценберг († 1269), сестра на бъдещата му съпруга Ирментруд.

## Фамилия
Конрад II фон Вайнсберг се жени за Ирменгард фон Мюнценберг (Ирментруд) (* пр. 1252; † пр. 1269), дъщеря на Улрих I фон Мюнценберг-Асенхайм-Драйайхенхайн-Зеехайм († сл. 1239) и Аделхайд фон Цигенхайн(† 1226). Те имат децата:
- Конрад IV фон Вайнсберг (* пр. 1269; † 20 юли 1323, господар на Вайнсберг и фогт на Долна Швабия, женен I. пр. 3 април 1284 г. за Луитгард фон Нойфен (* пр. 1277; † 13 юли 1299), II. пр. 21 март 1311 г. за Агнес фон Хоенлое-Браунек-Браунек (* пр. 1305; † 23 май 1350)
- Енгелхард V 'Млади' († сл. 1276), господар на Вайнсберг, женен за жена († 1269)
- Юта († сл. 1259), омъжена сл. 1259 г. за шенк Еберхард IV фон Ербах, господар на Михелщат († 22 април 1312)

- Замъкът Вайнсберг (1515)
- Замъкът Вайнсберг